# Discografia dei Men at Work
In questa pagina è raccolta la discografia completa e ufficiale del gruppo australiano Men at Work.

## Album in studio
| Anno                                                      | Titolo                                                                | Posizioni in classifica | Posizioni in classifica | Posizioni in classifica | Posizioni in classifica | Posizioni in classifica | Posizioni in classifica | Posizioni in classifica | Posizioni in classifica | Posizioni in classifica | Certificazioni                                                                      |
| Anno                                                      | Titolo                                                                | AUS                     | CAN                     | GER                     | ITA                     | NL                      | NZ                      | SWE                     | UK                      | USA                     | Certificazioni                                                                      |
| --------------------------------------------------------- | --------------------------------------------------------------------- | ----------------------- | ----------------------- | ----------------------- | ----------------------- | ----------------------- | ----------------------- | ----------------------- | ----------------------- | ----------------------- | ----------------------------------------------------------------------------------- |
| 1981                                                      | Business as Usual - Pubblicato: 9 novembre 1981 - Etichetta: Columbia | 1                       | 1                       | 15                      | 5                       | 2                       | 1                       | 15                      | 1                       | 1                       | - ARIA: 3× Platino - BPI: Platino - BVMI: Oro - CRIA: 5× Platino - RIAA: 6× Platino |
| 1983                                                      | Cargo - Pubblicato: 29 aprile 1983 - Etichetta: Columbia              | 1                       | 3                       | 7                       | 11                      | 11                      | 2                       | 8                       | 8                       | 3                       | - ARIA: Platino - BPI: Oro - CRIA: 3× Platino - RIAA: 3× Platino                    |
| 1985                                                      | Two Hearts - Pubblicato: 23 aprile 1985 - Etichetta: Columbia         | 16                      | 48                      | 31                      | —                       | —                       | —                       | 37                      | —                       | 50                      | - RIAA: Oro                                                                         |
| "—": album non pubblicato/non classificato in quel paese. |                                                                       |                         |                         |                         |                         |                         |                         |                         |                         |                         |                                                                                     |

## Album dal vivo
- Brazil (1998)
- Live in San Bernardino (2010)
- Hard Labour (2019)
- Live in Christchurch 1982 (2020)

## Compilation
- The Works (1987)
- Puttin' in Overtime (1995)
- Contraband: The Best of Men at Work (1996)
- Simply The Best (1998)
- Definitive Collection (2000)
- Super Hits (2000)
- The Essential Men at Work (2003)
- Works (Best Of) Men at Work (2004)
- Essential Deluxe + DVD (2008)
- Playlist: The Very Best of Men at Work (2009)

## Extended play
- Overtime (1983)
- Solid Gold (1989)
- Still Life EP (2014)

## Singoli
| Titolo                                                      | Anno | Posizioni in classifica | Posizioni in classifica | Posizioni in classifica | Posizioni in classifica | Posizioni in classifica | Posizioni in classifica | Posizioni in classifica | Posizioni in classifica | Posizioni in classifica | Posizioni in classifica | Certificazioni                           | Album             |
| Titolo                                                      | Anno | AUS                     | CAN                     | GER                     | ITA                     | NL                      | NZ                      | SWE                     | UK                      | USA                     | USA Rock                | Certificazioni                           | Album             |
| ----------------------------------------------------------- | ---- | ----------------------- | ----------------------- | ----------------------- | ----------------------- | ----------------------- | ----------------------- | ----------------------- | ----------------------- | ----------------------- | ----------------------- | ---------------------------------------- | ----------------- |
| Who Can It Be Now?                                          | 1981 | 2                       | 8                       | 71                      | 10                      | 49                      | 45                      | —                       | 45                      | 1                       | 46                      | - MC: Oro                                | Business as Usual |
| Down Under                                                  | 1981 | 1                       | 1                       | 9                       | —                       | 2                       | 1                       | 6                       | 1                       | 1                       | 1                       | - MC: Oro - BPI: Platino - RIAA: Platino | Business as Usual |
| Be Good Johnny                                              | 1982 | 8                       | 18                      | —                       | —                       | —                       | 3                       | —                       | 78                      | —                       | 3                       |                                          | Business as Usual |
| Underground                                                 | 1982 | —                       | —                       | —                       | —                       | —                       | —                       | —                       | —                       | —                       | 20                      |                                          | Business as Usual |
| Dr. Heckyll & Mr. Jive                                      | 1982 | 6                       | 24                      | —                       | —                       | —                       | 16                      | —                       | 31                      | 28                      | 12                      |                                          | Cargo             |
| Overkill                                                    | 1983 | 5                       | 6                       | 30                      | 12                      | 15                      | 24                      | —                       | 21                      | 3                       | 3                       | - MC: Oro                                | Cargo             |
| It's a Mistake                                              | 1983 | 34                      | 20                      | 19                      | —                       | —                       | 43                      | —                       | 33                      | 6                       | 27                      |                                          | Cargo             |
| High Wire                                                   | 1983 | 89                      | —                       | —                       | —                       | —                       | —                       | —                       | —                       | —                       | 23                      |                                          | Cargo             |
| Everything I Need                                           | 1985 | 37                      | —                       | —                       | —                       | —                       | —                       | —                       | —                       | 47                      | 28                      |                                          | Two Hearts        |
| Maria                                                       | 1985 | —                       | —                       | —                       | —                       | —                       | —                       | —                       | —                       | —                       | —                       |                                          | Two Hearts        |
| Hard Luck Story                                             | 1985 | —                       | —                       | —                       | —                       | —                       | —                       | —                       | —                       | —                       | —                       |                                          | Two Hearts        |
| Man with Two Hearts                                         | 1985 | —                       | —                       | —                       | —                       | —                       | —                       | —                       | —                       | —                       | —                       |                                          | Two Hearts        |
| The Longest Night                                           | 1998 | —                       | —                       | —                       | —                       | —                       | —                       | —                       | —                       | —                       | —                       |                                          | Brazil            |
| Down Under (riedizione)                                     | 2000 | 69                      | —                       | —                       | —                       | —                       | —                       | —                       | —                       | —                       | —                       |                                          | Business as Usual |
| "—": singolo non pubblicato/non classificato in quel paese. |      |                         |                         |                         |                         |                         |                         |                         |                         |                         |                         |                                          |                   |